# Cascade Investment
Cascade Investment, LLC è una holding statunitense e una società di investimento con sede a Kirkland, Washington. È controllato da Bill Gates e gestito da Michael Larson. Più della metà della fortuna di Gates è detenuta in attività al di fuori della sua partecipazione in azioni Microsoft. Cascade è la società successore di Dominion Income Management, l'ex veicolo di investimento per le partecipazioni di Gates, gestito da Andrew Evans.

## Investimenti importanti
| Azienda                      | Settore | Proprietà %          |
| ---------------------------- | --- | -------------------- |
| Hotel e resort Four Seasons  | Ospitalità | 71,25%               |
| Ecolab                       | Conglomerato | 25%                  |
| Canadian National Railway    | Trasporto ferroviario | 14,2%                |
| FEMSA                        | Bevande e vendita al dettaglio | ...                  |
| Berkshire Hathaway           | Conglomerato | 4%                   |
| Strategic Hotels & Resorts   | Ospitalità | 9.8%                 |
| Republic Services            | Gestione dei rifiuti | 34,1%                |
| Deere & Company              | Attrezzature per l'agricoltura, l'edilizia, la silvicoltura, l'energia esterna e la manutenzione del manto erboso. Produttore OEM di motori diesel e a gas naturale. | ...                  |
| Bunzl                        | Distribuzione e Outsourcing | 6%                   |
| Carpetright                  | Al dettaglio | 3%                   |
| Diageo                       | Bevande | ...                  |
| AutoNation                   | Concessionaria auto | 14%                  |
| Microsoft                    | Conglomerato software e hardware | 3,6%                 |
| Beyond Meat                  | Cibo | [ 2 ] [ 13 ]         |
| Ritz-Carlton a San Francisco | Ospitalità | ...                  |
| TerraPower                   | Energia nucleare | ...                  |
| Transformco                  | Vendita al dettaglio e immobiliare | Interesse sul debito |
| Vroom                        | Concessionaria auto | ...                  |
| ArchiviazioneMart            | Self-storage | ...                  |